# Lighthouse (groupe)
Pour les articles homonymes, voir Lighthouse.
Lighthouse était un groupe rock canadien formé en 1968 à Toronto, Canada.

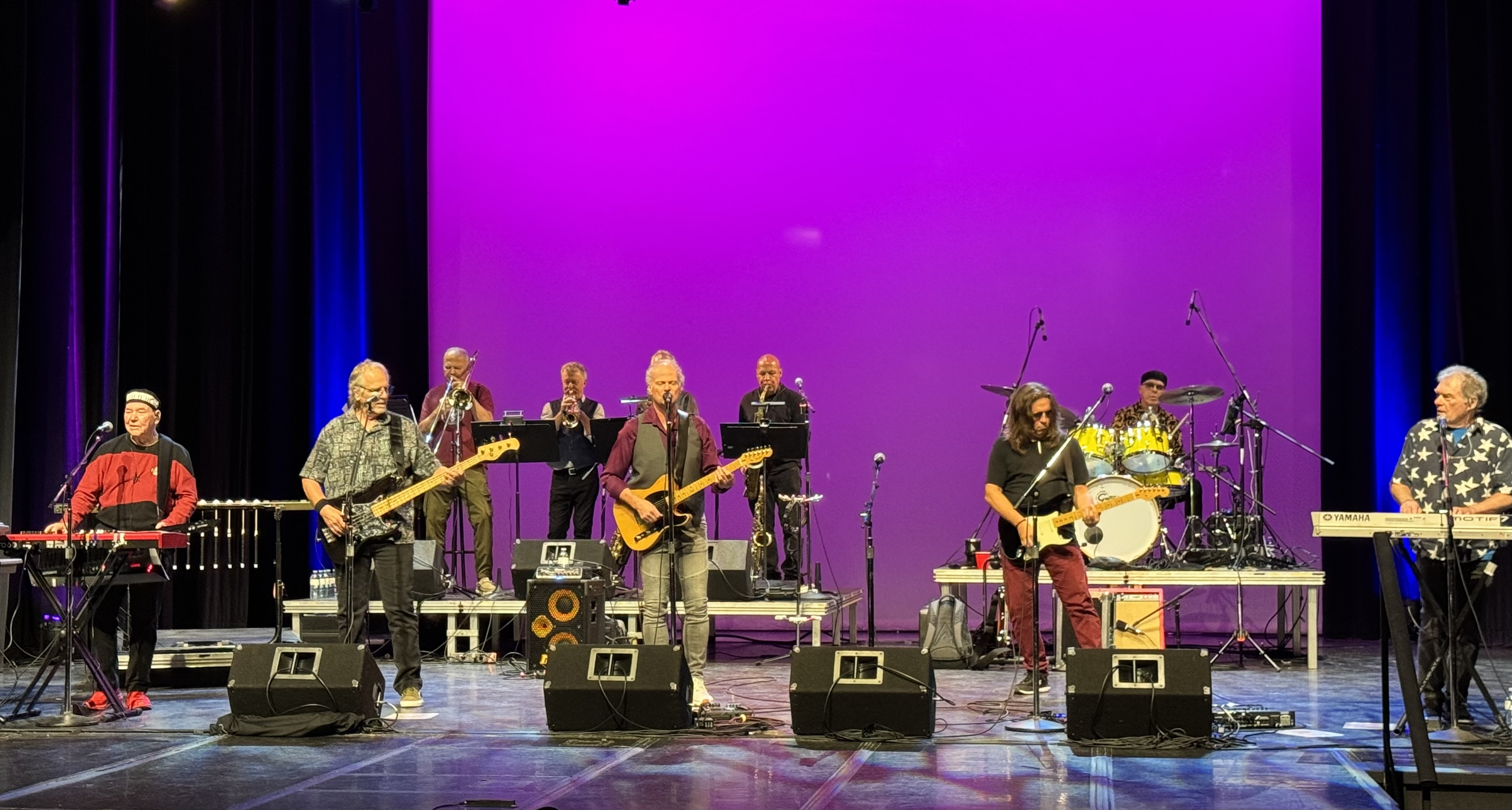
Le groupe en concert a Newmarket, une commune d'Ontario.

En 1972, 1973 et 1974, il est sacré « meilleur groupe rock canadien ».
À l'origine, il est formé de Skip Prokop (batterie, chant), Paul Hoffert (claviers, vibraphone), Ralph Cole (guitare, chant), Grant Fullerton (base, chant), Vic "Pinky“ Dauvin (percussions, chant), Ian Guenther (violon), Don Dinovo (violon), Don Whitton (violoncelle), Leslie Schneider (violoncelle), Freddy Stone (trompette, bugle), Arnie Chycoski (trompette, bugle), Howard Shore (saxophone alto) et Russ Little (trombone).
Lighthouse participe à de nombreux festivals, dont le festival de l'île de Wight 1970.
En 1971, leur chanson « One Fine Morning » se classe no 2 dans le hit-parade du magazine canadien RPM et no 24 aux États-Unis dans le Billboard Hot 100.
Le groupe éclate à la fin des années 1970. Il se reforme en 1992, avec quelques musiciens d'origine (Skip Prokop, Paul Hoffert, Ralph Cole et Russ Little) et de nouveaux membres.

## Discographie
- Lighthouse, 1969
- Suite Feeling, 1969
- Peacing It All Together, 1970
- One Fine Morning, 1970
- Thoughts of Moving On, 1971
- One Fine Light, 1971
- Lighthouse Live!  1972
- Sunny Days, 1972
- Can You Feel It, 1973
- Good Day, 1974